# Ação Games
A Ação Games foi uma revista brasileira especializada em jogos eletrônicos, publicada pela Editora Abril de 1991 a 2002. É reconhecida como uma das pioneiras do setor no Brasil.

## História
A Ação Games foi lançada como um especial da revista esportiva A Semana em Ação, que substituiu a Placar na Editora Abril em agosto de 1990. Sua primeira edição foi publicada em dezembro de 1990, com o título A Semana em Ação: Especial Games. Como as palavras "Ação" e "Games" estavam em destaque no título, a revista rapidamente passou a ser conhecida como Ação Games. A segunda edição foi lançada em março de 1991, mas a revista principal foi descontinuada no primeiro semestre daquele ano. No entanto, o especial sobre jogos eletrônicos foi adquirido pela Editora Azul, que passou a publicá-lo mensalmente a partir de outubro de 1991, com o título que se tornou conhecido. Durante esse período, a revista foi criada por várias pessoas, incluindo Marcelo Duarte, jornalista que trabalhou na ESPN Brasil e autor do Guia dos Curiosos.
Com informações sobre lançamentos e dicas para avançar em diversos jogos, a Ação Games cresceu por cerca de dois anos, acompanhando o crescimento do mercado de jogos eletrônicos no Brasil. Chegou a ser publicada também na Argentina, sob o nome Action Games. No entanto, quando a linha editorial passou a favorecer um fabricante em detrimento dos demais, a qualidade da revista começou a ser questionada. A concorrência intensa agravou ainda mais essa situação, especialmente após a fusão das revistas Super Game e Game Power pela Editora Nova Cultural em 1994, o que alterou o cenário do mercado.
O surgimento da internet e as mudanças rápidas no perfil da Ação Games, incluindo a criação do personagem Frango (idealizado pelos redatores, que respondia às cartas dos leitores de maneira grosseira e até criticava a própria publicação), em agosto de 2000 (edição 154), também contribuíram para o declínio da revista. Isso resultou no seu fechamento definitivo em janeiro de 2002, com a edição número 171. De acordo com o último editorial, a revista deixaria de ser mensal e passaria a ser lançada em edições especiais sem periodicidade definida. No entanto, apenas duas dessas edições foram publicadas, ambas em 2003.